# Novokhopjorsk
Novokhopjorsk (russisk: Новохопёрск) er en by i Voronezj oblast i Rusland. Den ligger ved floden Khopjor, omkring 180 km sydøst for Voronezj. Den har et indbyggertal på 7.640 (folketælling 2002). Industri: produktion af byggematerialer, træbearbejdningsfabrik, fødevareindustri.
Byrettigheder blev indvilget i 1779, men er grundlagt allerede i 1710 af kosakker.